# Differentiell optisk absorptionsspektroskopi
Differentiell optisk absorptionsspektroskopi, DOAS, är en fjärranalysteknik för att mäta luftföroreningar i aerosoler, såsom luft.
Tekniken bygger på att ett ljus med känt spektrum sänds ut från en Xenonljuskälla som sedan avläses av en sensor i en mottagare. Teoretiskt bygger mätmetoden på spektrometri som mäter absorptionen i ljusstrålens väg.